# 岸邊之旅
《岸邊之旅》（日語：岸辺の旅）為日本作家湯本香樹實創作的小説，於2009年9月號「文學界」連載，2010年由文藝春秋出版單行本，2012年出版文庫本。2015年改編為同名電影。

## 故事概要
三年前突然失蹤的丈夫優介回來了。如同三年前消失那般令人措手不及，瑞希幾乎無法相信自己的眼睛。優介回來了，卻已是鬼魂，他的身體早消失在茫茫大海中。眼前的他輪廓五官分明，會肚子餓，有體溫，下巴的鬍碴觸感依舊。
為了能和優介在一起，並瞭解優介離開後經歷的事，瑞希隨著他踏上旅程，拜訪優介返家之前邂逅的人。一直放不下派報業的島影先生、經營餃子館的神內夫婦、在山中村鎮種著菸草的星谷一家。藉由這些人，她慢慢認識到優介的另一面。
這趟岸邊之旅，雖然漫無目的，她卻始終不想要踏上終點。因為一旦旅程結束，最終踏上歸途的只有一個人…

## 電影
由淺野忠信及深津繪里主演。由《東京奏鳴曲》、《完美的蛇頸龍之日》、《贖罪》導演黑澤清執導。黑澤清以本片贏得第68屆坎城影展一種注目單元最佳導演獎。2015年10月1日於日本全國上映。本片為日本與法國共同製作，因此也有在法國上映，上映時間為比日本提早1天的9月30日，首映時盛況空前。台灣上映時間為2016年2月26日。

### 主要登場人物
- 薮内優介：淺野忠信[6]
- 薮内瑞希：深津繪里[6]
- 松崎朋子：蒼井優[15]
- 島影：小松政夫[15]
- 星谷：柄本明[15]
- 星谷薫：奥貫薫
- 藤枝：村岡希美
- 剛史：赤堀雅秋
- 瑞希的父親：首藤康之
- 其他演員：藤野大輝、松本華奈、石井空、星流、伊勢由美子、高橋洋、深谷美歩、岡本英之

### 製作團隊
- 導演：黑澤清[7]
- 原作：湯本香樹實《岸辺の旅》（文春文庫）
- 劇本：宇治田隆史、黑澤清
- 音樂：大友良英[8]、江藤直子
- 攝影：芹澤明子
- 照明：永田英則
- 錄音：松本昇和
- 美術：安宅紀史
- 剪輯：今井剛
- 造型：小川久美子
- 補助：文化廳藝術振興費補助金
- 發行：Showgate
- 企劃、製作：Office Shirous
- 共同製作：Comme de Cinema（法國）
- 製作：「岸邊之旅」製作委員會（Amuse、WOWOW、Showgate、波麗佳音、博報堂、Office Shirous）

## 獲得獎項
- 第89屆電影旬報[16][17]

日本電影十大佳片 第5名
女主角獎（深津繪里，本片及《寄生獸 完結篇》皆獲得此獎項）
- 第70屆每日電影獎[18]

日本優秀電影獎
- 第37屆橫濱電影節（2016年）[19]

日本電影十大佳片 第7名
- 第10屆亞洲電影大獎（2016年）[20]

最佳男配角獎（淺野忠信）

## 外部連結
- 電影《岸邊之旅》的X（前Twitter）
- 《岸邊之旅》 - allcinema（日語）
- 《岸邊之旅》 - KINENOTE（日語）
- 互联网电影数据库（IMDb）上《Kishibe no tabi》的资料（英文）